# Бюлаг (Міссісіпі)
Бюлаг (англ. Beulah) — місто (англ. town) в США, в окрузі Болівар штату Міссісіпі. Населення — 242 особи (2020).

## Географія
Бюлаг розташований за координатами 33°47′26″ пн. ш. 90°58′48″ зх. д. / 33.79056° пн. ш. 90.98000° зх. д. (33.790471, -90.980138).  За даними Бюро перепису населення США в 2010 році місто мало площу 1,20 км², уся площа — суходіл.

## Демографія
Згідно з переписом 2010 року, у місті мешкало 348 осіб у 121 домогосподарстві у складі 90 родин. Густота населення становила 290 осіб/км².  Було 125 помешкань (104/км²).
Расовий склад населення:
| - 91,1 % — чорних або афроамериканців - 7,2 % — білих - 0,6 % — азіатів - 1,1 % — осіб інших рас |

До двох чи більше рас належало 0,0 %. Частка іспаномовних становила 1,1 % від усіх жителів.
За віковим діапазоном населення розподілялося таким чином: 34,5 % — особи молодші 18 років, 54,6 % — особи у віці 18—64 років, 10,9 % — особи у віці 65 років та старші. Медіана віку мешканця становила 29,7 року. На 100 осіб жіночої статі у місті припадало 77,6 чоловіків;  на 100 жінок у віці від 18 років та старших — 60,6 чоловіків також старших 18 років.
Середній дохід на одне домашнє господарство  становив 38 701 долар США (медіана — 29 375), а середній дохід на одну сім'ю — 35 225 доларів (медіана — 33 500). Медіана доходів становила 27 500 доларів для чоловіків та 19 423 долари для жінок. За межею бідності перебувало 26,5 % осіб, у тому числі 27,0 % дітей у віці до 18 років та 4,9 % осіб у віці 65 років та старших.
Цивільне працевлаштоване населення становило 126 осіб. Основні галузі зайнятості: освіта, охорона здоров'я та соціальна допомога — 34,9 %, виробництво — 19,8 %, публічна адміністрація — 11,1 %, сільське господарство, лісництво, риболовля — 9,5 %.